# Disnomia (divinità)
Disnomia (in greco antico: Δυσνομία?), era secondo Esiodo una delle figlie di Eris.
Era la personificazione della mancanza di leggi e del malgoverno, e si accompagnava ad Adikia, Ate e Hybris.